# Yupanquia
Yupanquia is een geslacht van spinnen uit de  familie van de Macrobunidae. 

## Soort
- Yupanquia schiapelliae Lehtinen, 1967